# Athlétisme aux Jeux de la Francophonie de 2017
 (avril 2025).
Si vous disposez d'ouvrages ou d'articles de référence ou si vous connaissez des sites web de qualité traitant du thème abordé ici, merci de compléter l'article en donnant les références utiles à sa vérifiabilité et en les liant à la section « Notes et références ».
Navigation
Les épreuves d'athlétisme aux Jeux de la Francophonie 2017 se déroulent du 23 au 27 juillet 2017 à Abidjan, en Côte d'Ivoire au sein du Stade Félix-Houphouët-Boigny.

## Résultats

### Hommes
| Épreuves | Or                                                                                              | Argent                                                                                                  | Bronze                                                                                                   |
| --- | ----------------------------------------------------------------------------------------------- | --- | --- |
| 100 m (vent : +0,1 m/s) | Dylan Sicobo 10 s 33                                                                            | Arthur Cissé 10 s 34                                                                                    | Bismark Boateng 10 s 41                                                                                  |
| 200 m (vent : -1,0 m/s) | Wilfried Koffi 20 s 73                                                                          | Arthur Cissé 20 s 93                                                                                    | Bastien Mouthon 21 s 20                                                                                  |
| 400 m | Benjamin Ayesu-Attah 46 s 43                                                                    | Bienvenue Sawadogo 46 s 89                                                                              | Ibrahima Mbengue 47 s 10                                                                                 |
| 800 m | Oussama Nabil 1 min 46 s 14                                                                     | Mostafa Smaili 1 min 46 s 73                                                                            | Riadh Chninni 1 min 47 s 39                                                                              |
| 1 500 m | Fouad Elkaam 3 min 46 s 42                                                                      | Brahim Kaazouzi 3 min 47 s 13                                                                           | Hicham Ouladha 3 min 48 s 14                                                                             |
| 5 000 m | Younès Essalhi 14 min 11 s 60                                                                   | Soufiyan Bouqantar 14 min 11 s 62                                                                       | Youssouf Hiss Bachir 14 min 11 s 98                                                                      |
| 10 000 m | Soufiyan Bouqantar 29 min 39 s 07                                                               | Jamal Hitrane 29 min 40 s 25                                                                            | Mohamed Reda el-Aaraby 29 min 42 s 12                                                                    |
| Marathon | Makorobondo Salukombo 2 h 27 min 54 s                                                           | Fatihi Abdenasir 2 h 28 min 06 s                                                                        | Daouda Korongou 2 h 41 min 16 s                                                                          |
| 110 m haies (vent : +1,5 m/s) | Loïc Herkenrath 13 s 74                                                                         | Sekou Kaba 13 s 81                                                                                      | Nicolas Borome 13 s 94                                                                                   |
| 400 m haies | Jordin Andrade 49 s 66                                                                          | Amadou Ndiaye 50 s 17                                                                                   | Thomas Delmestre 50 s 66                                                                                 |
| 3 000 m steeple | Mohamed Tindouft 8 min 44 s 69                                                                  | Hicham Sigueni 8 min 45 s 27                                                                            | Mohamed Amin Jhinaoui 8 min 53 s 76                                                                      |
| 4 × 100 m | Côte d'Ivoire Francis Koné Gogbeu Arthur Cissé Émilien Tchan Bi Chan Wilfried Koffi 39 s 39     | Canada Lucanus Robinson Likembe Francis Molango Bismark Boateng Benjamin Williams 40 s 16               | Seychelles Sharry Dodin Dylan Sicobo Ned Azemia Leeroy Henriette 40 s 31                                 |
| 4 × 400 m | Suisse Bastien Mouthon Joël Burgunder Silvan Lutz Daniele Angelella Vincent Notz* 3 min 10 s 70 | Sénégal David Leon Basse Ibrahima Mbengue Mamadou Cissé Ndiaye Amadou Ndiaye Oumar Babou* 3 min 10 s 98 | France Loïc Herkenrath Mickaël François Pierrick Godefroy Thomas Delmestre Nicolas Borome* 3 min 12 s 23 |
| 20 km marche | Antonin Boyez 1 h 30 min 44 s                                                                   | Andrei Gafita 1 h 35 min 12 s                                                                           | Jerome Erick Caprice 1 h 39 min 06 s                                                                     |
| Saut en hauteur | Sean Cate 2,20 m                                                                                | Fernand Djoumessi 2,18 m                                                                                | Alhaji Mansaray 2,16 m                                                                                   |
| Saut à la perche | Baptiste Boirie 5,40 m                                                                          | Stanley Joseph 5,40 m                                                                                   | Deryk Theodore 5,30 m                                                                                    |
| Saut en longueur | Raihau Maiau 7,90 m                                                                             | Mamadou Gueye 7,86 m                                                                                    | Mouhcine Khoua 7,65 m                                                                                    |
| Triple saut | Fabrice Zango 16,92 m                                                                           | Kevin Luron 16,76 m                                                                                     | Mamadou Chérif Dia 16,59 m                                                                               |
| Lancer du poids | Franck Elemba 19,99 m                                                                           | Bob Bertemes 19,55 m                                                                                    | Bernard Baptiste 17,56 m                                                                                 |
| Lancer du disque | Elbachir Mbarki 57,14 m                                                                         | Marc-Antoine Lafrenaye-Dugas 51,10 m                                                                    | Essohounamondom Tchalim 50,47 m                                                                          |
| Lancer du marteau | Non disputé                                                                                     | Non disputé                                                                                             | Non disputé                                                                                              |
| Lancer du javelot | George Zaharia 74,67 m                                                                          | Alexandru Novac 68,85 m                                                                                 | Tom Reuter 64,40 m                                                                                       |
| Décathlon | Taylor Stewart 7 852 pts                                                                        | Ruben Gado 7 839 pts                                                                                    | Rostam Turner 7 235 pts                                                                                  |
| Records et Performances - AR : Record continental (area record) - CR : Record des championnats (championship record) - MR : Record du meeting (meet record) - NR : Record national (national record) - OR : Record olympique (olympic record) - PR : Record paralympique (paralympic record) - PB : Record personnel (personal best) - SB : Meilleure performance personnelle de la saison (season's best) - WL : Meilleure performance mondiale de l'année (world leader) - WJR : Record du monde junior (world junior record) - WR : Record du monde (world record) Circonstances et Conditions - DNF : N'a pas terminé (did not finish) - DNS : N'a pas pris le départ (did not start) - DQ : Disqualification (disqualification) - NM : Aucun essai valable enregistré (No Mark) - Q : Qualifié « directement » au prochain tour (ou à la prochaine compétition), lors d'une compétition majeure, grâce au classement ou à la réalisation des minima (automatic qualifier) - q : Qualifié au prochain tour (ou à la prochaine compétition), lors d'une compétition majeure, grâce au repêchage ou à la réalisation de l'une des meilleures performances parmi celles des « non qualifiés directement » (grâce au meilleur temps ou à la meilleure distance par exemple) (secondary qualifier) |                                                                                                 | | |

### Femmes
| Épreuves | Or                                                                                                  | Argent | Bronze                                                                            |              |
| --- | --------------------------------------------------------------------------------------------------- | --- | --------------------------------------------------------------------------------- | ------------ |
| 100 m (vent : -0,5 m/s) | Natacha Ngoye Akamabi 11 s 56                                                                       | Marie Gisele Eleme Asse 11 s 59                                                                           | Samantha Dagry 11 s 68                                                            |              |
| 200 m (vent : -1,2 m/s) | Natacha Ngoye Akamabi 23 s 69                                                                       | Sarah Atcho 24 s 14                                                                                       | Naomi Van den Broeck 24 s 24                                                      |              |
| 400 m | Djénébou Danté 52 s 23                                                                              | Natassha McDonald 52 s 34                                                                                 | Assia Raziki 52 s 98                                                              |              |
| 800 m | Malika Akkaoui 2 min 00 s 71                                                                        | Noélie Yarigo 2 min 01 s 27                                                                               | Siham Hilali 2 min 02 s 40                                                        |              |
| 1 500 m | Rababe Arafi 4 min 17 s 23                                                                          | Malika Akkaoui 4 min 17 s 36                                                                              | Siham Hilali 4 min 18 s 87                                                        |              |
| 5 000 m | Soukaina Atanane 16 min 00 s 36                                                                     | Kaoutar Farkoussi 16 min 01 s 53                                                                          | Roxana Bârcă 16 min 07 s 61                                                       |              |
| 10 000 m | Roxana Bârcă 35 min 31 s 13                                                                         | Hanane Qallouj 35 min 34 s 69                                                                             | Monica Madalina Florea 35 min 38 s 37                                             |              |
| Marathon | Shelley Doucet 2 h 51 min 14 s                                                                      | Fatiha Benchatki 3 h 13 min 44 s                                                                          | non décernée                                                                      | non décernée |
| 100 m haies (vent : +0,3 m/s) | Marthe Koala 13 s 32                                                                                | Pauline Lett 13 s 32                                                                                      | Ashlea Elaine Maddex 13 s 44                                                      |              |
| 400 m haies | Maëva Contion 57 s 38                                                                               | Anaïs Lufutucu 58 s 24                                                                                    | Farah Clerc 58 s 60                                                               |              |
| 3 000 m steeple | Fadwa Sidi Madane 9 min 44 s 11                                                                     | Oumaima Saoud 10 min 10 s 53                                                                              | Marwa Bouzayani 10 min 10 s 78                                                    |              |
| 4 × 100 m | Côte d'Ivoire Karel Elodie Ziketh Mireille-Parfaite Gaha Adeline Gouenon Marie-Josée Ta Lou 44 s 22 | Cameroun Germaine Abessolo Bivina Marie Eleme Asse Charifa Abdoullahi Labarang Fanny Appes Ekanga 45 s 23 | Canada Natasha Lilian Brown Émy Béliveau Leah Walkeden Khadijah Valentine 45 s 84 |              |
| 4 × 400 m | Non disputé                                                                                         | Non disputé                                                                                               | Non disputé                                                                       |              |
| 20 km marche | Marine Quennehen 1 h 45 min 35 s                                                                    | Amandine Marcou 1 h 50 min 30 s                                                                           | Mihaela Puscasu 1 h 53 min 45 s                                                   |              |
| Saut en hauteur | Lissa Labiche 1,91 m                                                                                | Claire Orcel 1,88 m                                                                                       | Cathy Zimmer 1,70 m                                                               |              |
| Saut à la perche | Pascale Stoecklin 4,10 m                                                                            | Marion Lotout 4,00 m                                                                                      | Paige Ridout 3,95 m                                                               |              |
| Saut en longueur | Marthe Koala 6,52 m                                                                                 | Joëlle Mbumi Nkouindjin 6,34 m                                                                            | Fatim Affessi 6,17 m                                                              |              |
| Triple saut | Caroline Ehrhardt 13,83 m                                                                           | Joëlle Mbumi Nkouindjin 13,58 m                                                                           | Cristina Bujin 13,20 m                                                            |              |
| Lancer du poids | Auriol Dongmo Mekemnang 17,68 m                                                                     | Carine Mekam Ndong 15,34 m                                                                                | Alex Porlier-Langlois 15,24 m                                                     |              |
| Lancer du disque | Non disputé                                                                                         | Non disputé                                                                                               | Non disputé                                                                       |              |
| Lancer du marteau | Bianca Perie 67,79 m                                                                                | Lauren Stuart 65,48 m                                                                                     | Bianca Lazar Fazecas 63,56 m                                                      |              |
| Lancer du javelot | Pascale Dumont 52,16 m                                                                              | Kénéfing Traoré 49,85 m                                                                                   | Nadja-Marie Pasternack 49,20 m                                                    |              |
| Heptathlon | Non disputé                                                                                         | Non disputé                                                                                               | Non disputé                                                                       |              |
| Records et Performances - AR : Record continental (area record) - CR : Record des championnats (championship record) - MR : Record du meeting (meet record) - NR : Record national (national record) - OR : Record olympique (olympic record) - PR : Record paralympique (paralympic record) - PB : Record personnel (personal best) - SB : Meilleure performance personnelle de la saison (season's best) - WL : Meilleure performance mondiale de l'année (world leader) - WJR : Record du monde junior (world junior record) - WR : Record du monde (world record) Circonstances et Conditions - DNF : N'a pas terminé (did not finish) - DNS : N'a pas pris le départ (did not start) - DQ : Disqualification (disqualification) - NM : Aucun essai valable enregistré (No Mark) - Q : Qualifié « directement » au prochain tour (ou à la prochaine compétition), lors d'une compétition majeure, grâce au classement ou à la réalisation des minima (automatic qualifier) - q : Qualifié au prochain tour (ou à la prochaine compétition), lors d'une compétition majeure, grâce au repêchage ou à la réalisation de l'une des meilleures performances parmi celles des « non qualifiés directement » (grâce au meilleur temps ou à la meilleure distance par exemple) (secondary qualifier) | | |                                                                                   |              |